# فرنسيسكو بيريز (منافس ألعاب قوى)
فرنسيسكو بيريز (بالإسبانية: Francisco Javier Pérez Canduelas)‏ هو منافس ألعاب قوى إسباني، ولد في 17 مارس 1969.